# Cantón de Saint-Dizier-Oeste
El cantón de Saint-Dizier-Oeste era una división administrativa francesa, que estaba situada en el departamento de Alto Marne y la región de Champaña-Ardenas.

## Composición
El cantón estaba formado por ocho comunas y una fracción de la comuna que le da su nombre:
- Éclaron-Braucourt-Sainte-Livière
- Hallignicourt
- Humbécourt
- Laneuville-au-Pont
- Moëslains
- Perthes
- Saint-Dizier (fracción)
- Valcourt
- Villiers-en-Lieu

## Supresión del cantón de Saint-Dizier-Oeste
En aplicación del Decreto n.º 2014-163 de 17 de febrero de 2014, el cantón de Saint-Dizier-Oeste fue suprimido el 22 de marzo de 2015 y sus 9 comunas pasaron a formar parte; ocho del nuevo cantón de Saint-Dizier-1 y su fracción de comuna se unió con las demás fracciones para que, por medio de una reestructuración cantonal, fueran creados los nuevos cantones de Mondongo-1, Mondongo-2 y Mondongo-3.